# Reinhard Bitter

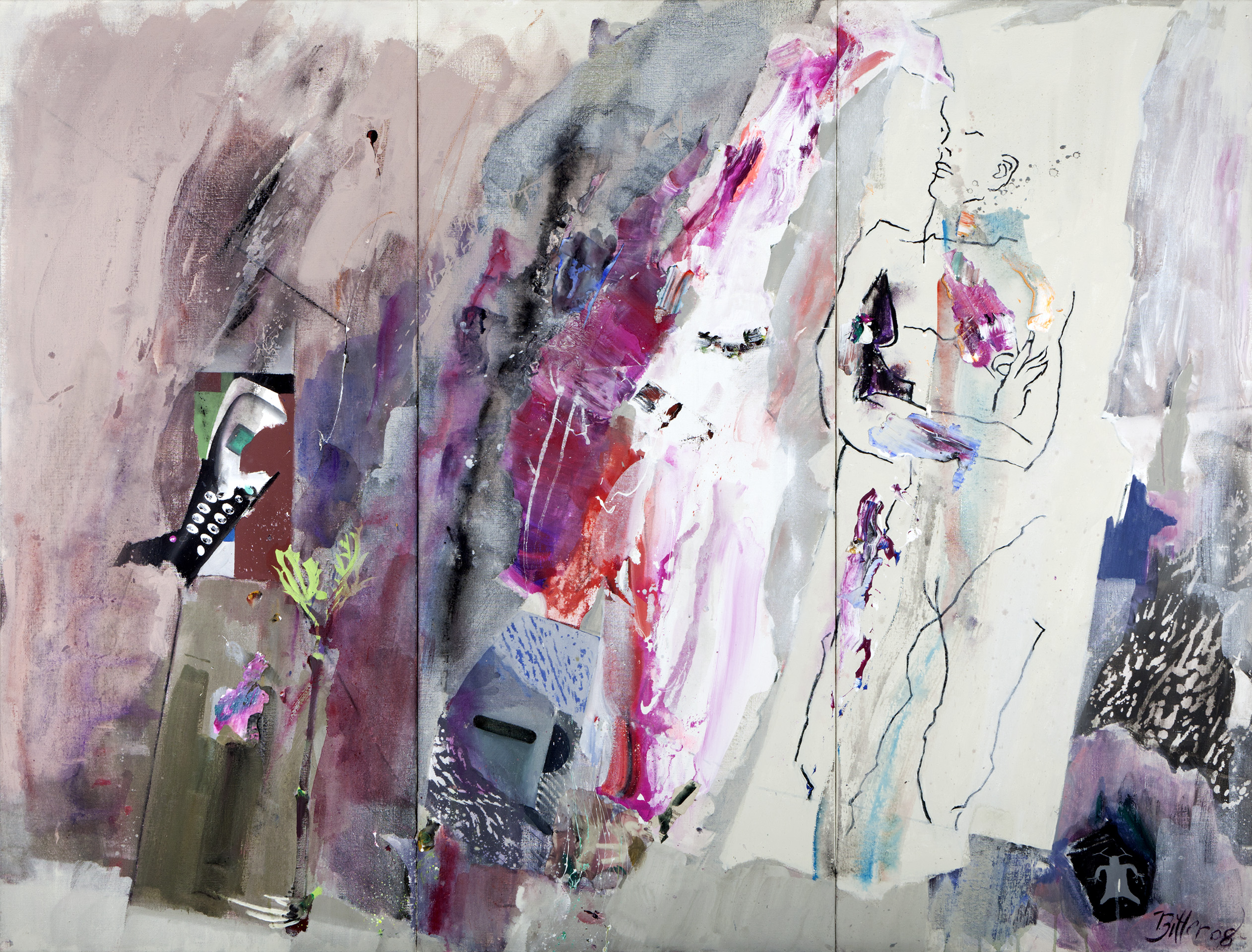
Reinhard Bitter, Red Cry, 2008

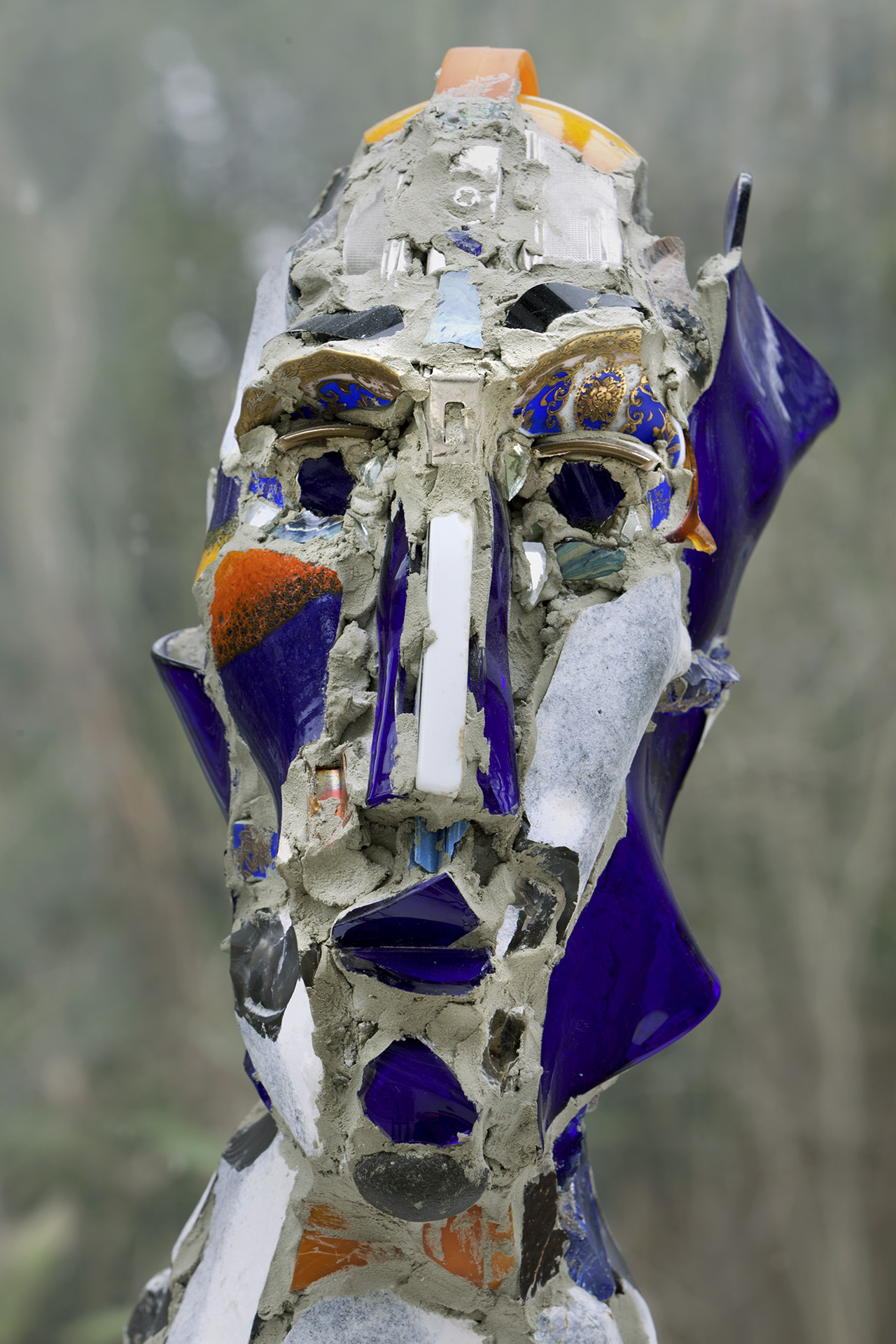
Reinhard Bitter: Feuerkopf, 2008

Reinhard Bitter (* 1943 in Landsberg an der Warthe; † 2010) war ein deutscher Maler. 

## Leben
Reinhard verbrachte Kindheit und Jugend im Forsthaus Quint bei Trier. Zum Studium an der damaligen Hochschule der Künste (HDK) kam er 1964 nach Berlin. 1968 schloss er dieses als Meisterschüler bei Gerhard Fietz ab. Seine Tätigkeit als Kunsterzieher am Georg-Büchner-Gymnasium in Berlin gab er 1985 auf und konzentrierte sich dann ganz auf die freie Kunst. Er leitete verschiedene Workshops in Italien und Berlin und lehrte auch als Gastdozent an der HDK. Bis zu seinem Tod 2010 war er Mitglied im Verein Berliner Künstler.
Er verwendete verschiedene Techniken, darunter Aquarell, Pastell, Öl, Acryl, Tinten, Beize, Mischformen jeder Art, Collage, Schablonen-, Prägedruck und Abklatschtechniken. Er schuf Objekte aus Fundstücken und Kopfplastiken und Assemblagen aus Porzellanbruch.
Bitter präsentierte sein Werk in mehr als 100 Ausstellungen. Sein Werk umfasst über 1000 Bilder und ca. 200 Plastiken.

## Ausstellungen

### Einzelausstellungen (Auswahl)
- 1969: Galerie ES, Trier
- 1974: Städtische Galerie, Mainz
- 1977: Palais Walderdorff, Trier
- 1978: Friedrichstäqtische Galerie, Berlin
- 1981: Galerie Aue, Berlin
- 1983: Meta Galerie, Berlin
- 1983: Galerie Niebuhr, Berlin
- 1984: Galerie Oberlicht, Berlin
- 1985: Galerie Kleber, Berlin
- 1986: Galerie Berens, Trier
- 1987: Galerie Zwinger, St. Wendel
- 1987: Galerie Estragon, Göttingen
- 1988: Galerie am Jungfernstieg, Berlin
- 1988: Die Galerie, Bad Honnef
- 1989: Bürgerzentrum, Münchberg
- 1989: Kunstamt Steglitz, Berlin
- 1990: Offenes Atelier Zeisigweg, Berlin
- 1991: Dresdner Bank, Berlin
- 1991: Galerie dArt, Winterthur
- 1991: Galerie Stefanski, Königsstein
- 1992: Galerie Martens, Sylt
- 1993: Philipp Morris, Berlin
- 1994: Galerie Cocon, Berlin
- 1994: Pitura Grand Hotel Esplanade, Berlin
- 1994: Colloquium Galerie, Berlin
- 1995: Umweltbundesamt, Berlin
- 1996: Galerie Rössiger und Lindemuth, Berlin
- 1996: Galerie Aufzeit, Berlin
- 1997: Galerie Pillango, Berlin
- 1998: Galerie Schwartzsche Villa, Berlin
- 1998: Rosenthal Theater, Selb
- 1999: Pitura Siemens AG, Berlin
- 1999: Pitura Grand Hotel Esplanade, Berlin
- 1999: Petruskirche Lichterfelde, Berlin
- 2000: MLF Kanzlei Galerie, Berlin
- 2002: Galerie Petersen und Partner, Berlin
- 2003: Klinikum Neukölln, Berlin
- 2004: Icon Institut, Köln
- 2004: MLF Kanzlei, Berlin
- 2005: Galerie Petersen und Partner, Berlin
- 2005: Galerie Störtebeker, Graal-Müritz
- 2006: Galerie Vin dÒc, Berlin
- 2007: Galerie Kersten und Schlote, Berlin
- 2007: Klinikum Benjamin Franklin, Berlin
- 2009: Hirling Investment, Berlin
- 2009: Galerie Remise, Berlin
- 2010: Galerie Artdepot-de, Berlin

### Gruppenausstellungen (Auswahl)
- 1968: Galerie Regio, Lörrach
- 1970: Galerie Quarz Berlin
- 1976: Galerie Aktuelle Kunst, Frankfurt/Main
- 1976: Galerie am Kornmarkt, Schleswig
- 1977: Galerie Khoury, Bremen
- 1978/88: Gruppe Ansichten FBK, Berlin
- 1980: Ladengalerie, Berlin
- 1983: Esposicio D‘Art Plastiques, Alcanar, Spanien
- 1984: Kunstamt Tempelhof, Berlin
- 1984: Petruskirche, Berlin
- 1985: Galerie X Husemann, Berlin
- 1985/88: Galerie Oberlicht, Berlin
- 1986: Mai Salon, Berlin
- 1986: Städtische Galerie, Niebüll
- 1986: Städtische Galerie Prato, Italien
- 1988: Galerie Tittmann, Thurnau
- 1994/95: Steglitzer Kunstausstellung, Berlin
- 1996: Objekte und Künstlerbücher, Kulturforum Villa Oppenheim, Berlin
- 1996/97: Wort-Bild-Buch-Objekt, Zentralbibliothek, Berlin
- 1996/97: Petruskirche und Schwartzsche Villa, Berlin
- 1997: Home & Garden Messe, Olympia-Reitstadion, Berlin
- 1997: Dezembersalon Galerie Aufzeit, Berlin
- 1998: Bert Brecht, Galerie Zone F, Berlin
- 1998: Das andere Gesicht, Kulturforum Villa Oppenheim, Berlin
- 1999: KB Bank, Berlin
- 2001: VBK, Berliner Papiere, Englischer Garten, Berlin
- 2001: Projekt J, Gruppe QUER, Schwartzsche Villa, Berlin
- 2001: Galerie Giesler und Partner, Berlin
- 2001: Galerie Petersen und Partner, Berlin
- 2002: Projekt 2, Gruppe QUER, Kulturhaus Spandau, Berlin
- 2002: Galerie Petra Lange, Berlin
- 2002: Jubiläum Kulturforum Villa Oppenheim, Berlin
- 2002: Hommage a Berlin, VBK Palais am Festungsgraben, Berlin‚
- 2003: Projekt3, Gruppe QUER im Rahmen von Zeitzeichen III, Kommunale Galerie Wilmersdorf, Berlin und Vivantes Klinikum Neukölln, Berlin
- 2003: Grenzfall Galerie, Fort Gorgast
- 2006: Heimat Kommunale Galerie, Wilmersdorf
- 2006/07: „Formatissimo“, „Editionen“, high lights Galerie VBK
- 2008: Forum Kunst und Architektur, Essen, „Prima Idea“, VBK, Galeria Classico
- 2009: Galerie Classico und Verein Berliner Künstler (VBK) „Update“

## Publikationen
- 1984: Sehen – ein Taumel. Text von Jürgen Hoffmann, Reinhard Bitter (Hrsg.)
- 1989: Farbgesichter. Ausstellungskatalog, Reinhard Bitter (Hrsg.)
- 1989: Farbe und Körperkleider. In: Akt in Farbe, W. Kunde (Hrsg.), Otto Maier Verlag, Ravensburg
- 1995: Boime. Katalog zur Ausstellung im Umweltbundesamt Berlin, Reinhard Bitter (Hrsg.)
- 1998: In Amerika. Katalog zur Ausstellung in der Schwartzsche Villa, Berlin, Kulturamt Steglitz (Hrsg.)
- 2003: Schnittfiguren. Reinhard Bitter (Hrsg.)
- 2005: Reinhard Bitter. Verein Berliner Künstler (Hrsg.)
- 2006: Reinhard Bitter und die Autorinnen. Galerie Petersen und Partner (Hrsg.)
- 2008: Alter Egos. Reinhard Bitter (Hrsg.)
- 2009: Paris, Pastellcollagen und Notizen. Reinhard Bitter (Hrsg.)
- 2009: Pulsation. Katalog im Rahmen des Austauschprojektes VBK Verein Berliner Künstler und Genie de la Bastille, Verein Berliner Künstler (Hrsg.)
- 2009: Paris, Pastellcollagen, Zeichnungen, Fotografien. Reinhard Bitter (Hrsg.)
- 2009: Venedig, Pastellcollagen und Notizen 2008. Reinhard Bitter (Hrsg.)
- 2009: Landschaftsmontagen 2004-2009. Reinhard Bitter (Hrsg.)
- 2009: Julie Werkenthin – Paul Haase, Leben und verbliebene Werke des Künstlerpaares. Reinhard Bitter (Hrsg.)
- 2011: Cis & Trans, Reinhard Bitter. Ausstellungskatalog, Verein Berliner Künstler (Hrsg.)